# 荃灣大會堂

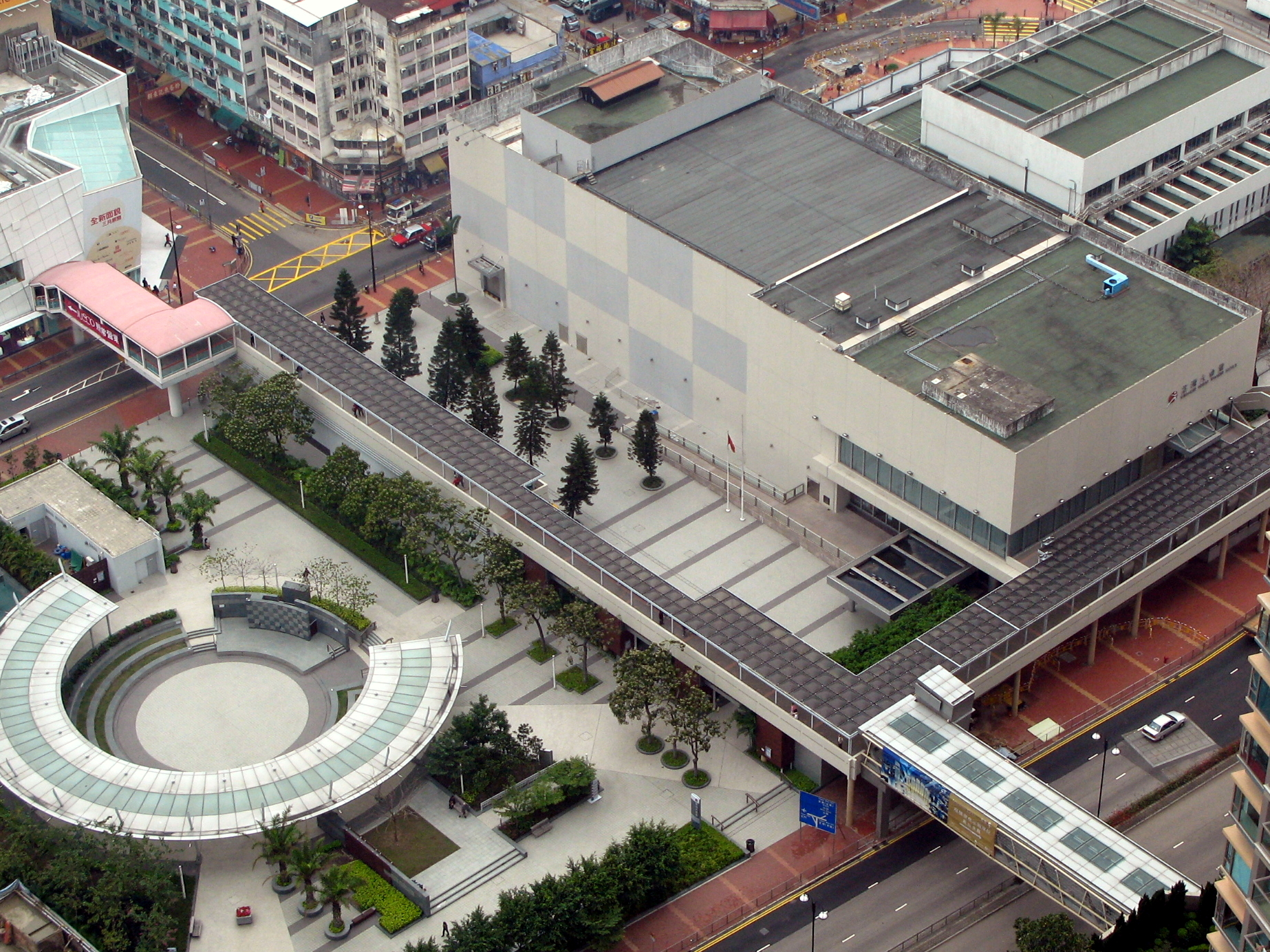
從高處攝荃灣大會堂

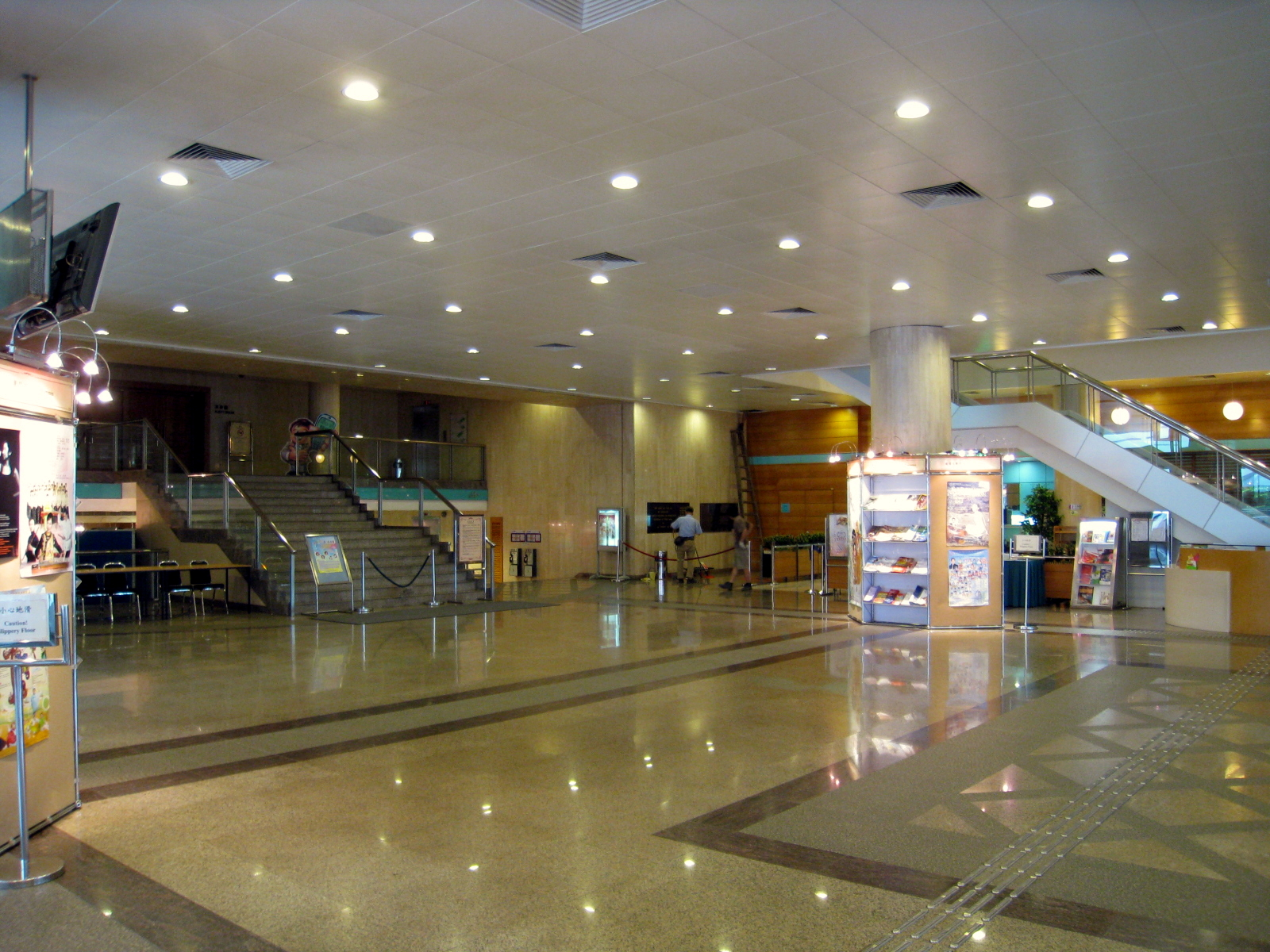
荃灣大會堂入口大堂

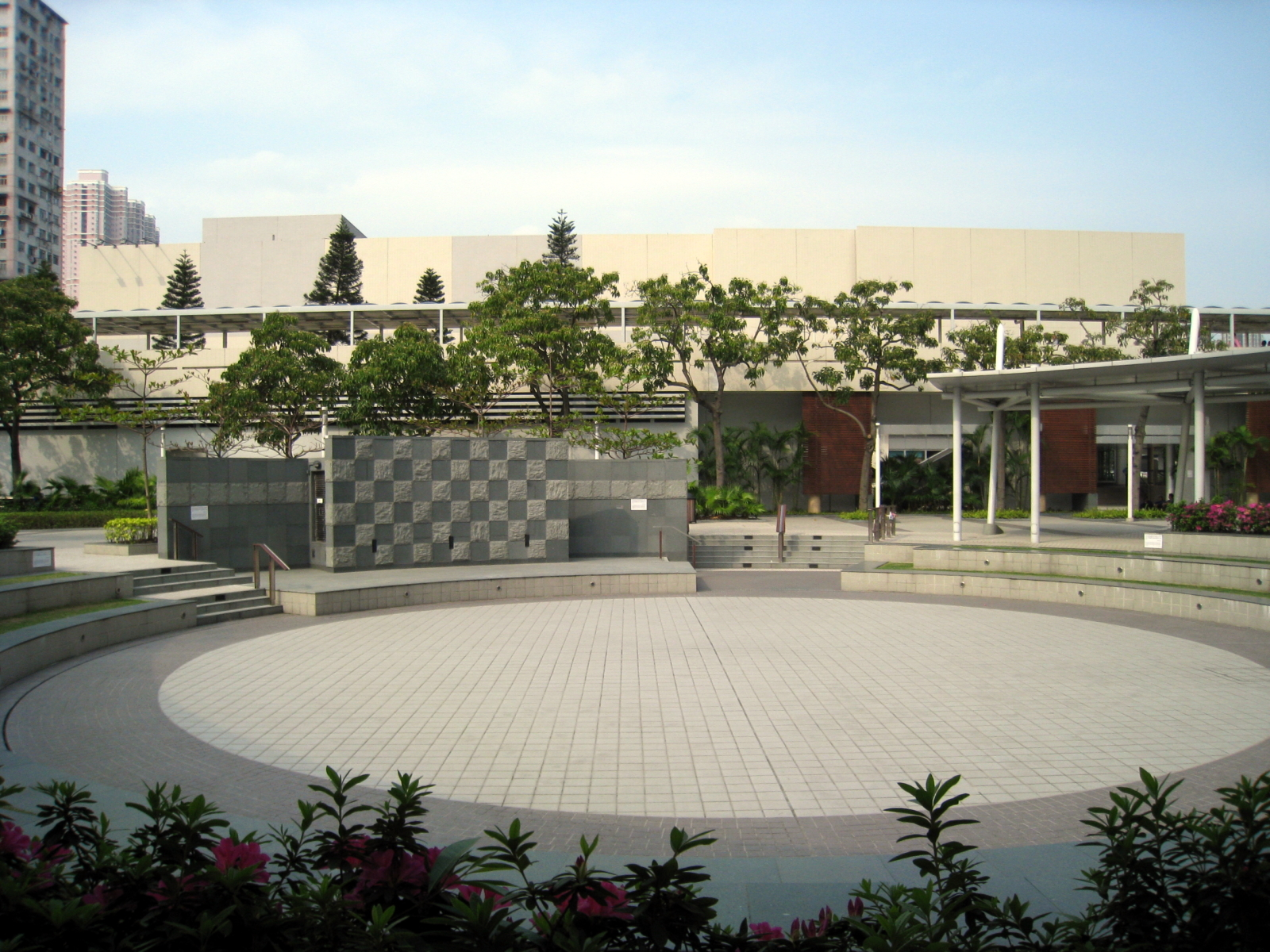
大會堂門外的戶外廣場

荃灣大會堂（英語：Tsuen Wan Town Hall）位於香港荃灣大河道72號，是荃灣新市鎮／荃灣區的文娛康樂中心，設施包括演奏廳、文娛廳、展覽館、演講室及會議室。

## 歷史
荃灣大會堂由新豪建築承建，於1980年落成，建於1950年代荃灣填海後的土地上，毗鄰荃灣法院，原由荃灣區議會管理（荃灣區議會會徽正是原大會堂標誌），現在由康樂及文化事務署管理。
荃灣大會堂於1990年代及2004年分別進行小型及大型翻新。2004年的工程項目包括更換演奏廳座椅、遷移售票處、擴展戶外廣場和翻髹外牆等。於2005/2006年度，入場人次達 221,000 之多。

## 設施
演奏廳可容納1,420名觀眾，設有120套電路電腦控制燈光系統、演奏級鋼琴、定音鼓及專業音響設備等。文娛廳總座位為260個，亦有鋼琴及專業燈光等器材。
荃灣大會堂亦照顧及殘疾人士，因此設有多項設施方便他們參與當中舉辦的活動，包括輪椅升降機、殘疾人士專用洗手間，以及正門入口之失明人士引導徑等。

## 事件

### 禁學生綵排
2013年11月20日，有市民路過荃灣大會堂時，看見三十多名學生在對開的廣場拉起小提琴演奏作練習時，一名身穿保安制服的女子解釋該處是公開表演場地，演奏需預先申請，要求老師和學生離開。康文署表示，由於收到市民投訴，表示廣場內有大批學生吹奏樂器，聲浪擾人，要求場地處理。大會堂職員遂到場觀測學生練習時的聲響，確認聲浪太大，於是與導師溝通，建議學生不宜在此練習。
康文署又表示，荃灣大會堂廣場為租用設施，開放供註冊團體租用以舉辧各項表演及社區活動。由於荃灣大會堂廣場與住宅大廈毗鄰，當出租廣場予團體舉行活動，因此康文署要求租用人按環境保護署發出的「在露天場地舉行娛樂活動的噪音管制指引」監控活動發出的聲浪，及採取措施以減少對附近居民的影響。在廣場未被租用的時段，康文署歡迎市民在此進行自娛活動，不過，使用者應避免滋擾或妨礙他人。

### 演奏廳舞台天花嚴重漏水
2021年8月中，劇場界流傳一段信息指演奏廳舞台嚴重漏水，需要即時封場，多個上演的節目因而影響。到8月17日，康文署在網上發出特別通告，指演奏廳需進行緊急維修工程，暫停使用至另行通知，有9場節目取消或延期。而建築署指後台部分約10米乘25米木板天花，於8月9日出現輕微漏水現象，令木板天花有鬆脫風險。演奏廳需在8月12日至9月8日暫時關閉。

## 鄰近地點
- 荃灣法院
- 荃新天地
- 荃灣廣場
- 如心廣場
- 沙咀道遊樂場
- 楊屋道街市

## 交通
| 交通路線列表                                                                             |
| ---------------------------------------------------------------------------------------- |
| 港鐵 - █ 屯馬綫：荃灣西站A2出口（步行約10分鐘） - █ 荃灣綫：荃灣站A1出口（步行約15分鐘） |